# Bibliotheca Classica
La Bibliotheca Classica parue à Reading en novembre 1788, ou Dictionnaire classique contenant une liste complète de tous les noms propres cités par les Anciens (Classical Dictionary containing a full Account of all the Proper Names mentioned in Ancient Authors) est l'œuvre la plus connue du professeur de lettres classiques et lexicographe anglais John Lemprière.

## Contenu et utilisation de l'ouvrage
Réédité plus tard par divers universitaires, ce dictionnaire est longtemps resté un ouvrage de référence respecté quoique non parfaitement fiable dans le domaine de la mythologie et de l'histoire de l'Antiquité classique. Dans la préface, Lemprière précise qu'il a voulu « donner l'aperçu le plus complet et satisfaisant possible de tous les noms propres rencontrés à la lecture des auteurs classiques et, par une présentation judicieuse des anecdotes et des faits historiques, dresser un tableau des époques antiques aussi instructif que distrayant » (« to give the most accurate and satisfactory account of all the proper names which occur in reading the Classics, and by a judicious collection of anecdotes and historical facts to draw a picture of ancient times, not less instructive than entertaining »).
Ce dictionnaire a servi de manuel aux enseignants, journalistes, dramaturges et poètes durant près de 200 ans et l'on a dit que John Keats le connaissait presque par cœur. « Loin d'être un dictionnaire ordinaire, l'ouvrage encyclopédique de Lemprière est plein de détails particuliers et d'histoires qui rendent vivant le passé mythique » (« Far from being just an ordinary dictionary, however, Lemprière's encyclopedic work is full of incidental details and stories which bring the mythical past to life »). On pense aussi que le célèbre professeur Richard Valpy a aidé Lemprière a rédiger son dictionnaire.
Durant les guerres napoléoniennes, de nombreux navires de la Royal Navy ont été baptisés avec des noms de la mythologie grecque et romaine. Le Premier Lord de l'Amirauté Lord Sandwich, possédait un exemplaire de la Bibliotheca Classica dont il se servait pour cette tâche, en tirant simplement des noms au hasard dans le livre. On peut citer les exemples suivants de navires ayant été nommés de cette manière : HMS Bellerophon, HMS Charon, HMS Orion, HMS Leander, HMS Minotaur, HMS Pegasus, HMS Phaeton, HMS Theseus, HMS Venus.

## Éditions en anglais
- John Lemprière. Bibliotheca Classica or Classical Dictionary, Reading, 1788.
- John Lemprière. Bibliotheca Classica or Classical Dictionary, 2nd Edition, London, 1797 (Later editions: 1815, 1818, 1828, 1832, 1838, 1843, 1888).
- John Lemprière. Bibliotheca Classica or Classical Dictionary, New York, 1833.
- John Lemprière. Bibliotheca Classica or Classical Dictionary, 10th American Edition, W.E. Dean, New York, 1839. Greatly Enlarged in the Historical Department by Lorenzo L. Da Ponte and John D. Ogilby.
- John Lemprière. Lemprière's Classical Dictionary, (Facsimile) London: Brecken Books, 1984.
- John Lemprière. Lemprière's Classical Dictionary, Senate Books, 1994.

## Œuvres de fiction dérivées
- Lemprière, et plus particulièrement la rédaction de son dictionnaire, ont inspiré le roman Lemprière's Dictionary de Lawrence Norfolk (Prix Somerset-Maugham 1992).
- Dans The Gaudy de J.I.M. Stewart apparaït un personnage nommé Lemprière. Ce nom a été inspiré au narrateur par la connaissance approfondie qu'avait Keats du dictionnaire.